# Juan Quiroga (Fußballspieler, 1973)
Juan Quiroga (* 28. März 1973 in La Serena) ist ein ehemaliger chilenischer Fußballspieler.

## Karriere
Der 1,75 m große Spielmacher begann seine Karriere 1992 bei Deportes La Serena in der Primera División. 1995 wechselte er zu Universidad de Chile. Mit dem Klub nahm er an der Copa Libertadores 1995 teil und wurde Chilenischer Meister 1995. 1997 spielte er bei Deportes Puerto Montt. Nachdem er zu Universidad de Chile zurückgekehrt war, gab er 1998 einen positiven Dopingtest ab und wurde gesperrt. 1999 ging er wieder zu Deportes Puerto Montt und stieg mit dem Klub 2000 in die Primera B ab. 2002 wechselte er zu Deportes Temuco in die Primera División, ging aber schon nach einem Jahr zu Cobresal, wo er bis 2006 unter Vertrag stand. Danach kehrte er zu seinem Heimatverein La Serena zurück, bis er 2009 bei Coquimbo Unido seine Laufbahn beendete.

## Titel
CF Universidad de Chile
- Chilenischer Meister: 1995